# Яковенко, Юрий Владимирович
Ю́рий Влади́мирович Якове́нко (28 декабря 1965 года, пос. Смоляниново, Приморский край) — белорусский художник-график.

## Биография
Занимался рисунком с детских лет, посещал изостудию Дворца химиков в Гродно. В 1972 году был направлен учиться в Республиканскую школу-интернат для одарённых детей имени Ивана Ахремчика. После 10 классов обучения был призван на службу в ряды Советской Армии, где занимался оформительской работой. В 1992 году окончил Белорусскую государственную академию искусств, отделение графики. Год проработал художником-постановщиком на киностудии «Беларусьфильм», снял мультипликационный фильм «Месяц». В 1994 году вступил в ряды Белорусского Союза художников, в 2007 в шведское объединение «Grafikens Hus».
Имеет более 25 международных и отечественных наград за участие в биеннале эстампа и книжной графики. Более 60 персональных выставок художника проходили в Гродно, Минске, Москве и многих странах Европы.
Юрий Яковенко стал десятым белорусским художником, удостоенным звания почетного члена Российской академии художеств. Президент РАХ Зураб Церетели лично вручил ему регалии почетного члена академии.
Живёт и работает в Гродно. Почётный гражданин Гродно.

## Творчество
Юрий Яковенко работает в технике традиционного офорта. Графические композиции характеризуются изысканностью и утончённостью формы. Сюжеты произведений часто сюрреалистичны. Художник создал уникальную систему авторских образов.

### Проект «alfabeto»
Проект был осуществлён в Художественной галерее Национального Полоцкого историко-культурного музея-заповедника в 2010 году. В экспозиции были представлены графические листы — иллюстрации к поэме Николая Гусовского «Песня про зубра» и папка гравюр «alfabeto», которая посвящена творческому исследованию буквы. Автор рассматривает алфавит как «знаки с однозначным прочтением» и как многозначные символы.

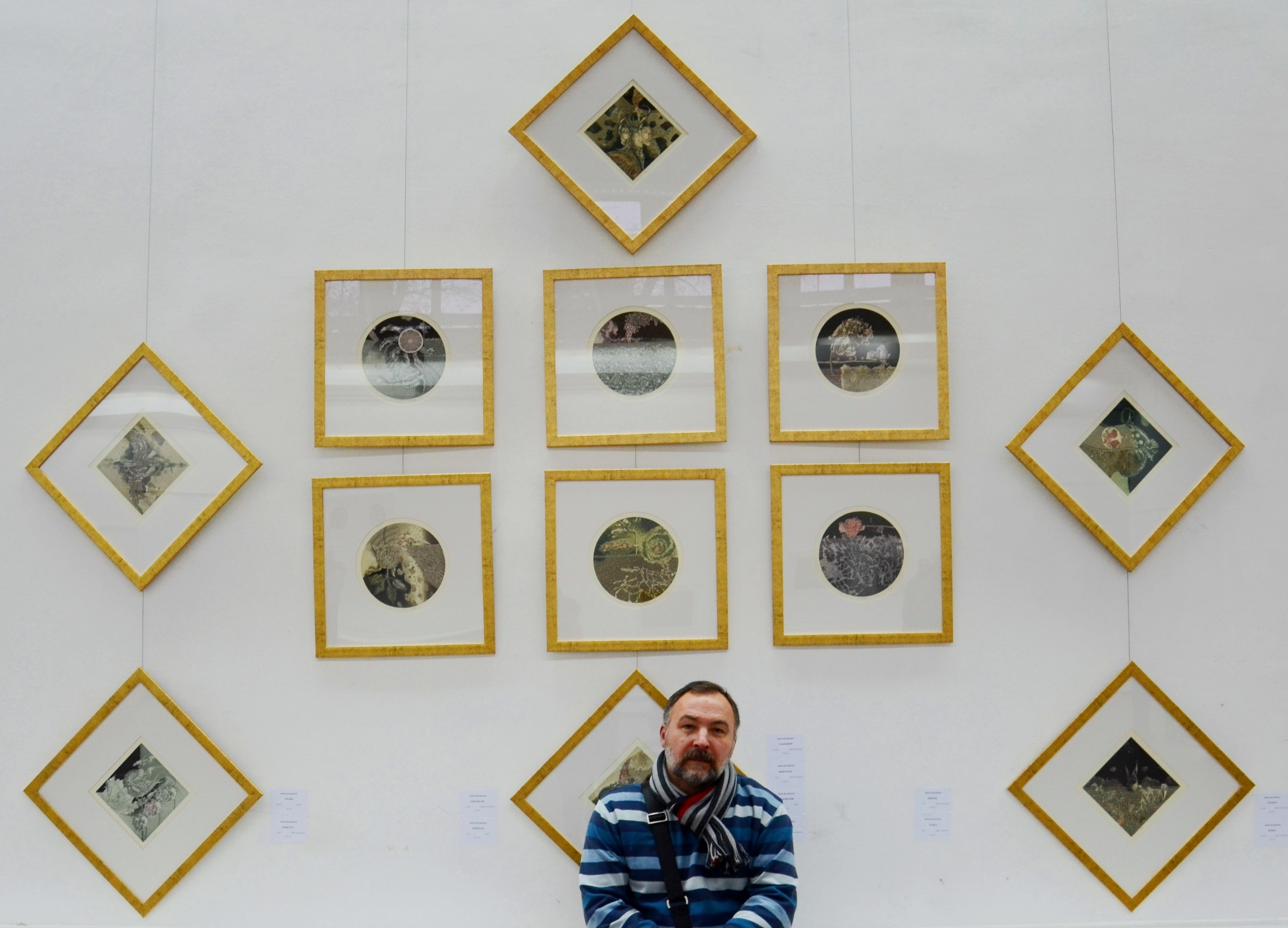
Юрий Яковенко под своими работами в минском Дворце Искусств 23.10.2014

Проект был осуществлён при участии итальянского печатника Джулиано Якомуччи — напечатан и оформлен в Сан-Бенедетто-дель-Тронто в 2009 году. Гравюры выполнены Юрием Яковенко в техниках офорта и меццо-тинто, каждая имеет авторскую подпись. Как и во времена Николая Гусовского, книга выполнена на бумаге ручной работы с неровными листами, текст дополняют 13 гравюр. Коллекционную ценность изданию придаёт ручное исполнение, натуральные материалы переплёта, лаконичность в оформлении, а также небольшой тираж издания — 75 экземпляров. Каждый оттиск экземпляра подписан арабскими цифрами и в 15 экземплярах римскими. Гравюры в этом издании являются не просто иллюстрациями,  а выглядят самостоятельными произведениями на фоне текста.
Книга «Песня про зубра» с гравюрами Юрия Яковенко была преподнесена в качестве подарка Папе Римскому Бенедикту XVI и королеве Великобритании Елизавете II.

### Проект «ЦарствоСоломона»
Был представлен в Минске, в галерее «Лабиринт» Национальной библиотеки Республики Беларусь, в 2014 году. В проект вошли гравюры, ставшие иллюстрациями как английской, так итальянской версии книги «Песнь песней Соломона».

Открытие проекта «Царство Соломона» в Национальной библиотеке Беларуси 30 октября 2014 года
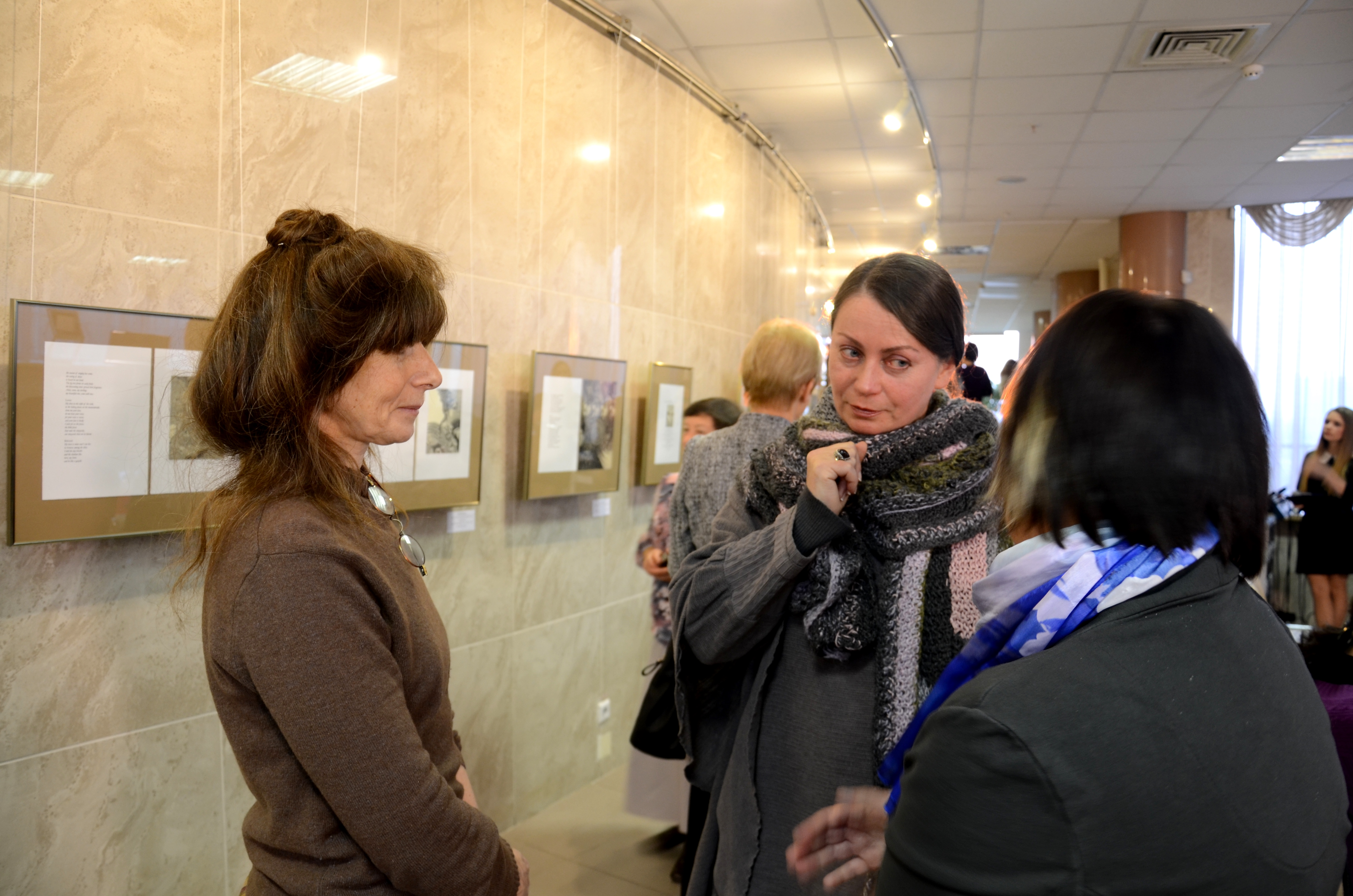
Скульптор Мария Капилова и искусствовед Татьяна Бембель
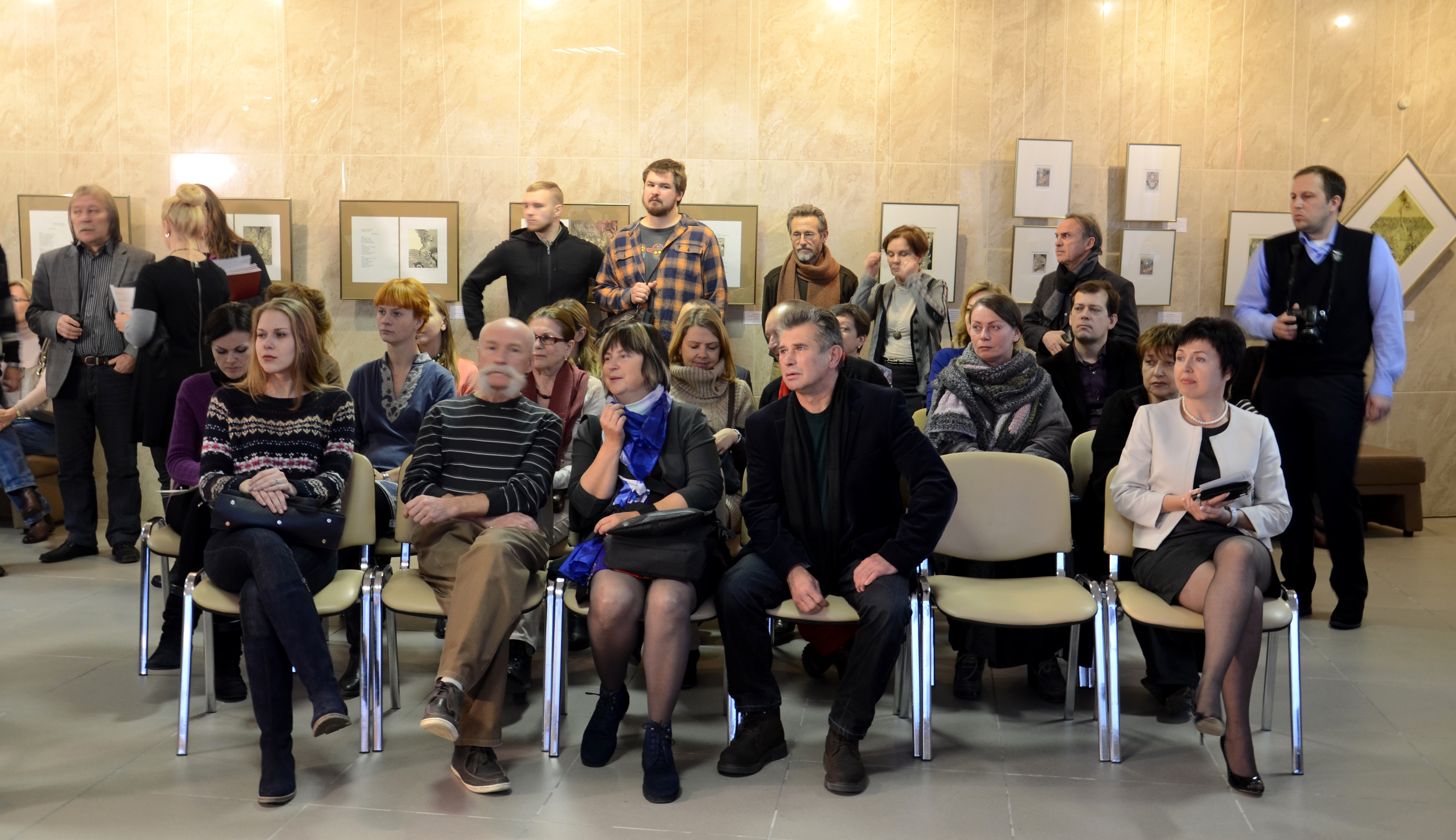
Открытие выставочного проекта
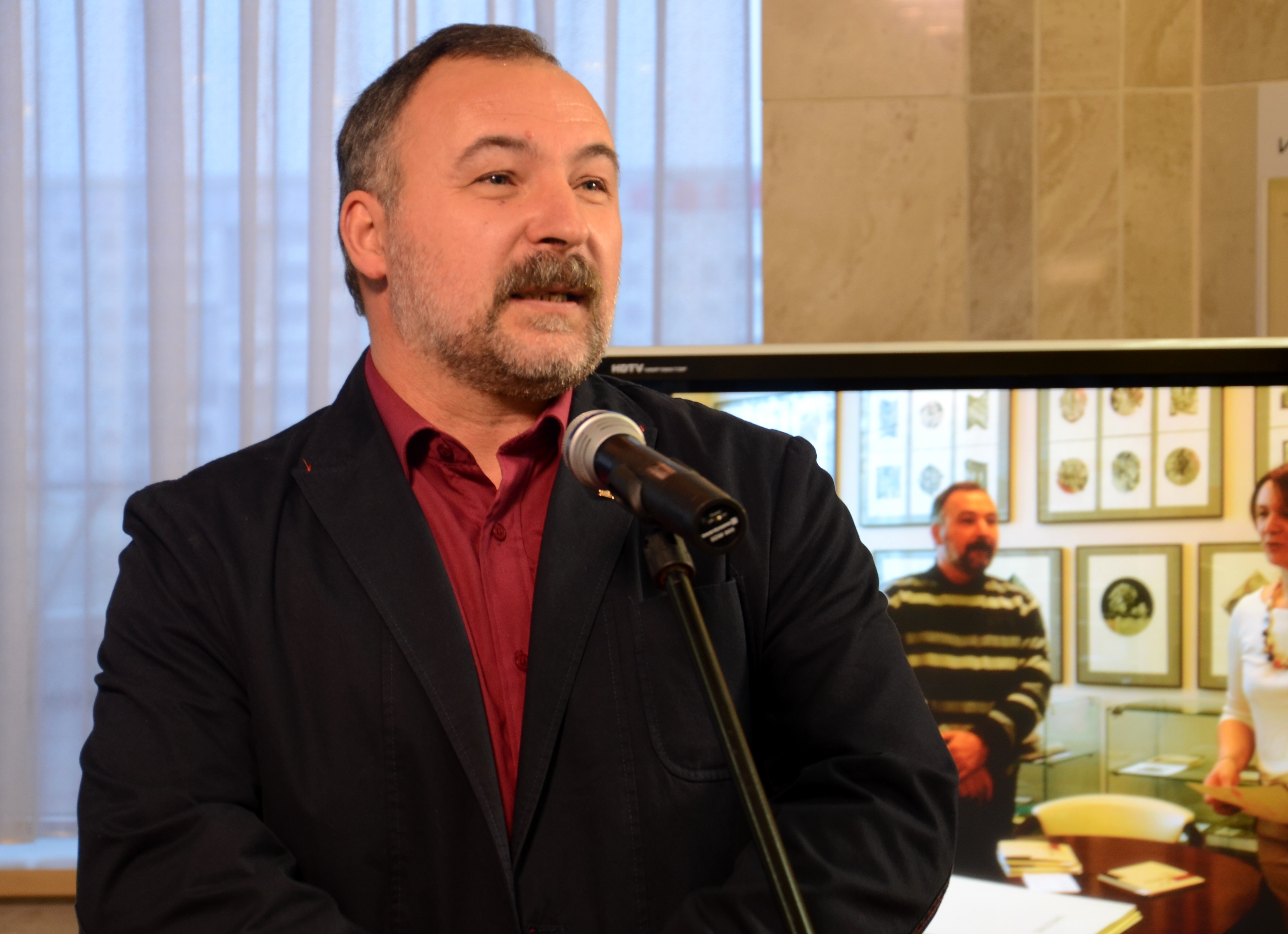
Выступление Юрия Яковенко
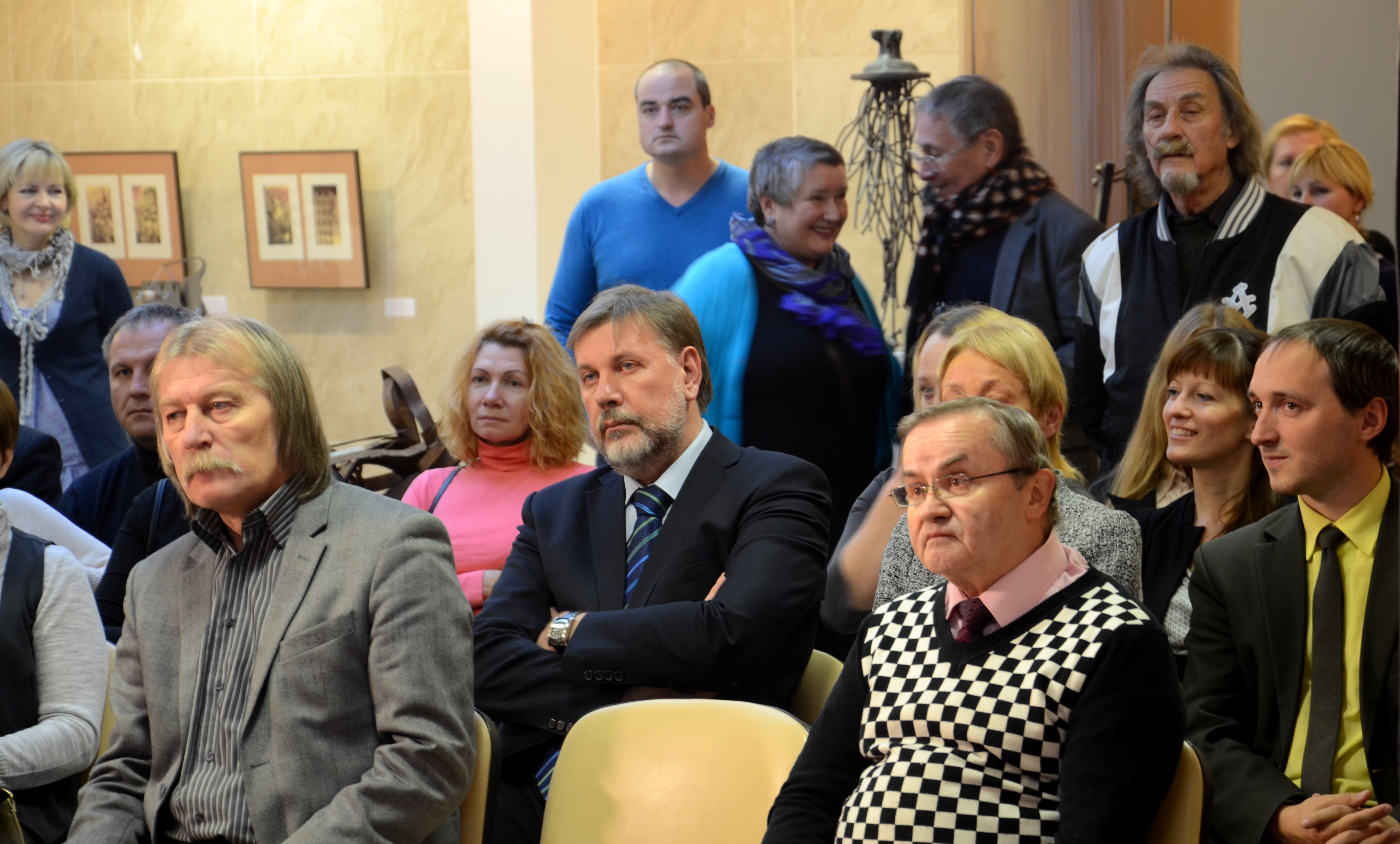
Председатель белорусского Союза художников Григорий Ситница и ректор Белорусской академии искусств Михаил Борозна
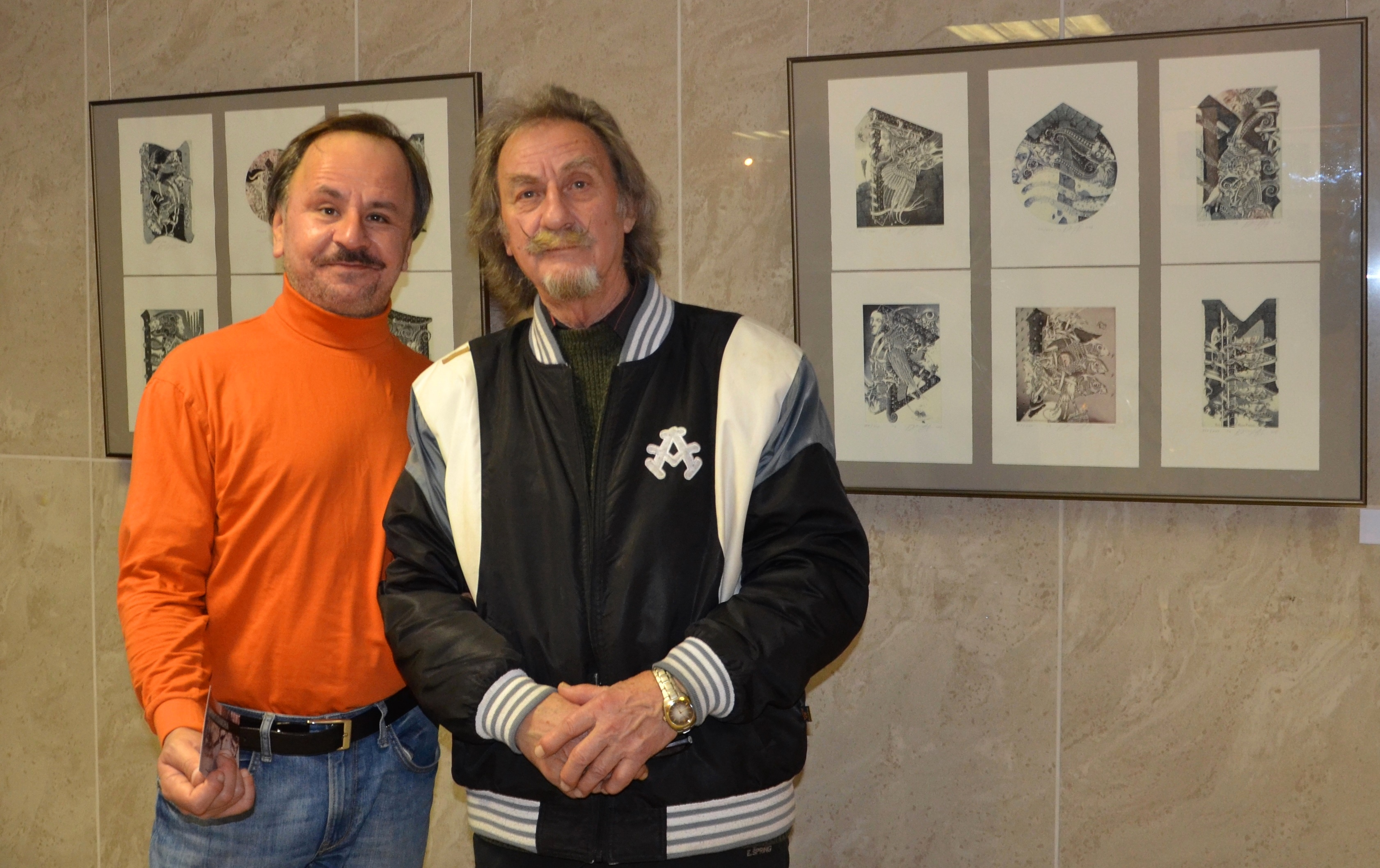
Искусствовед Сергей Хоревский и художник Георгий Скрипниченко
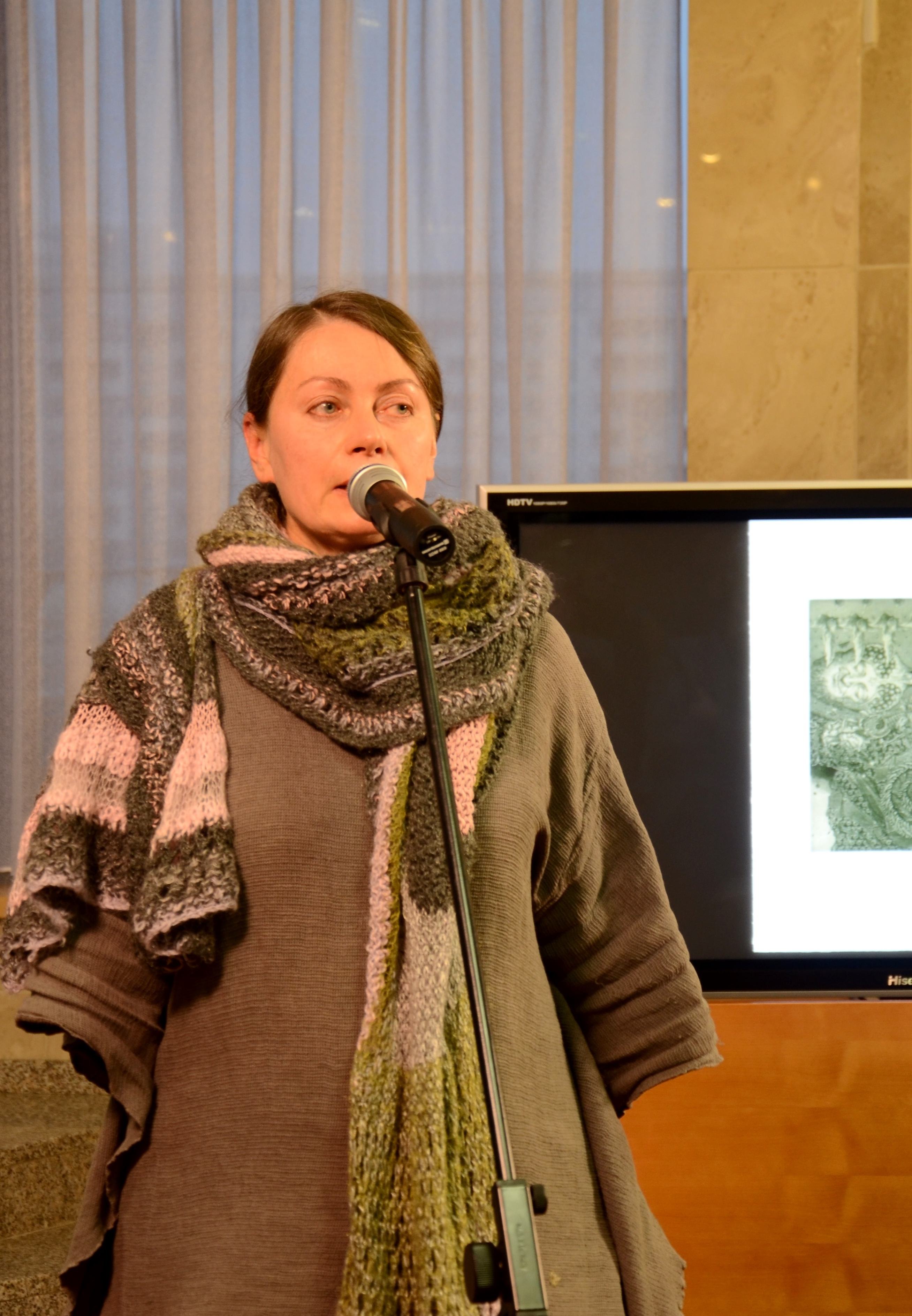
Выступление искусствоведа Татьяны Бембель.
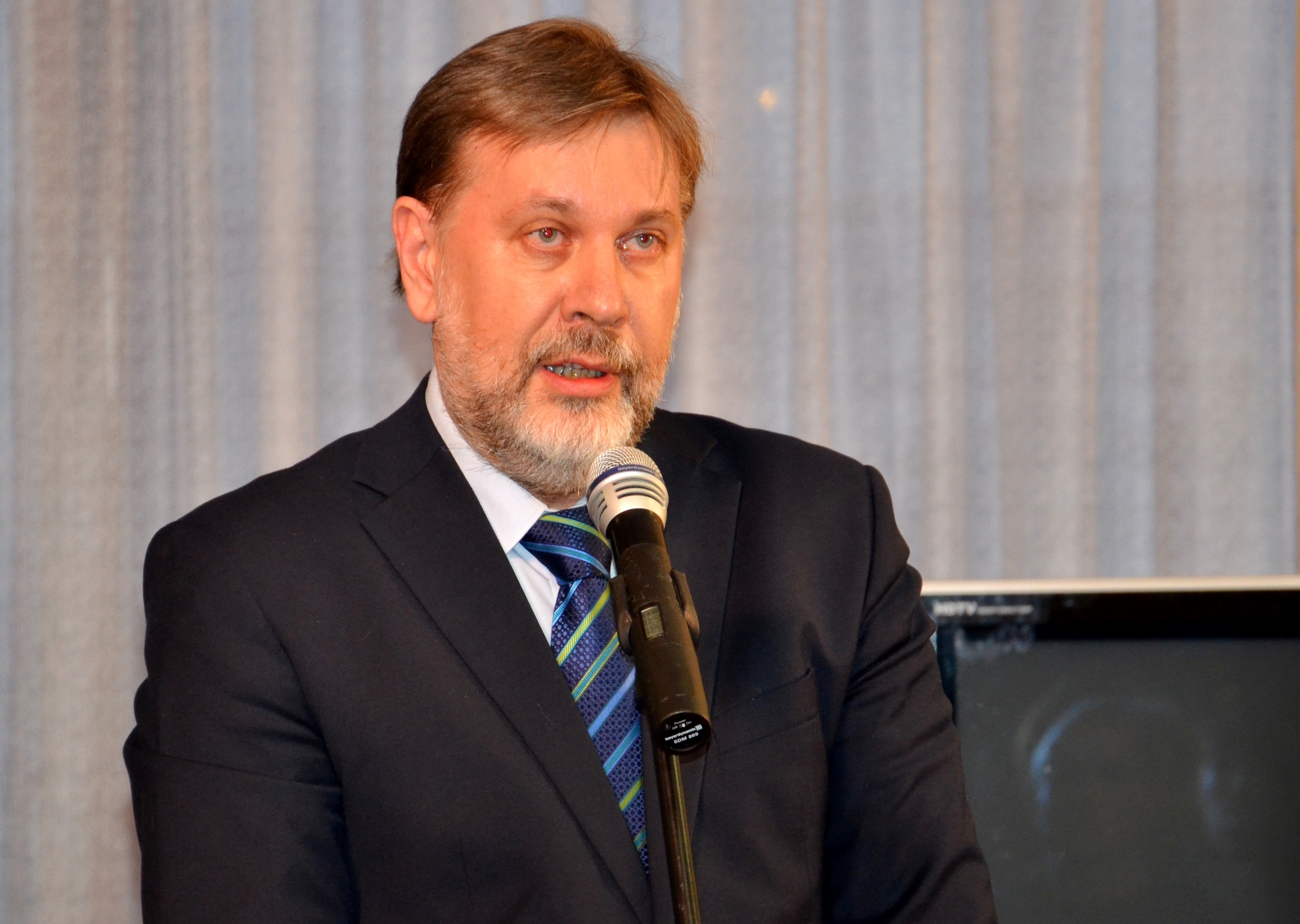
Выступление ректора БГАИ Михаила Борозны.
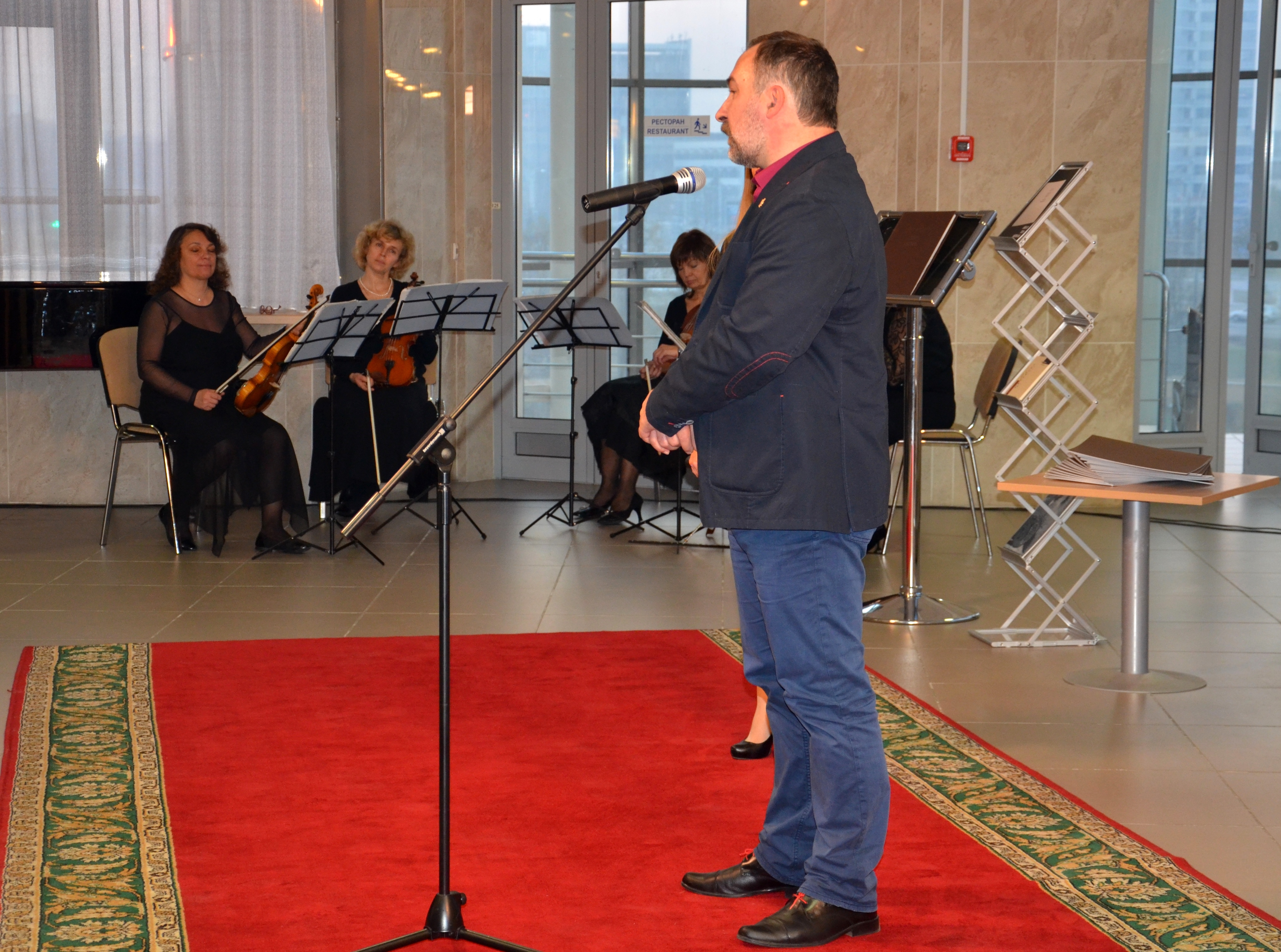
Выступление Юрия Яковенко.
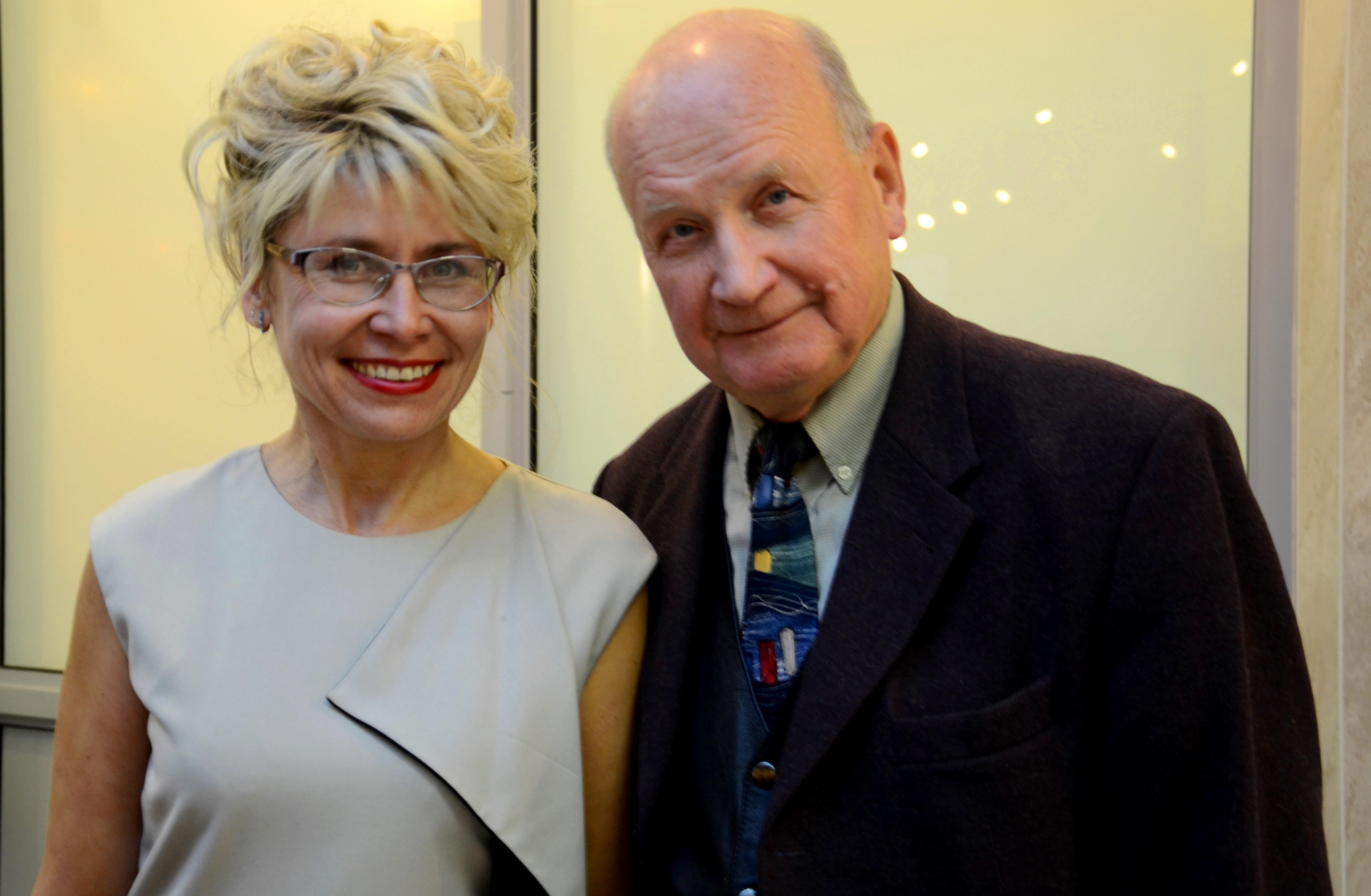
Художник Оксана Аракчеева и коллекционер Олег Судленков.
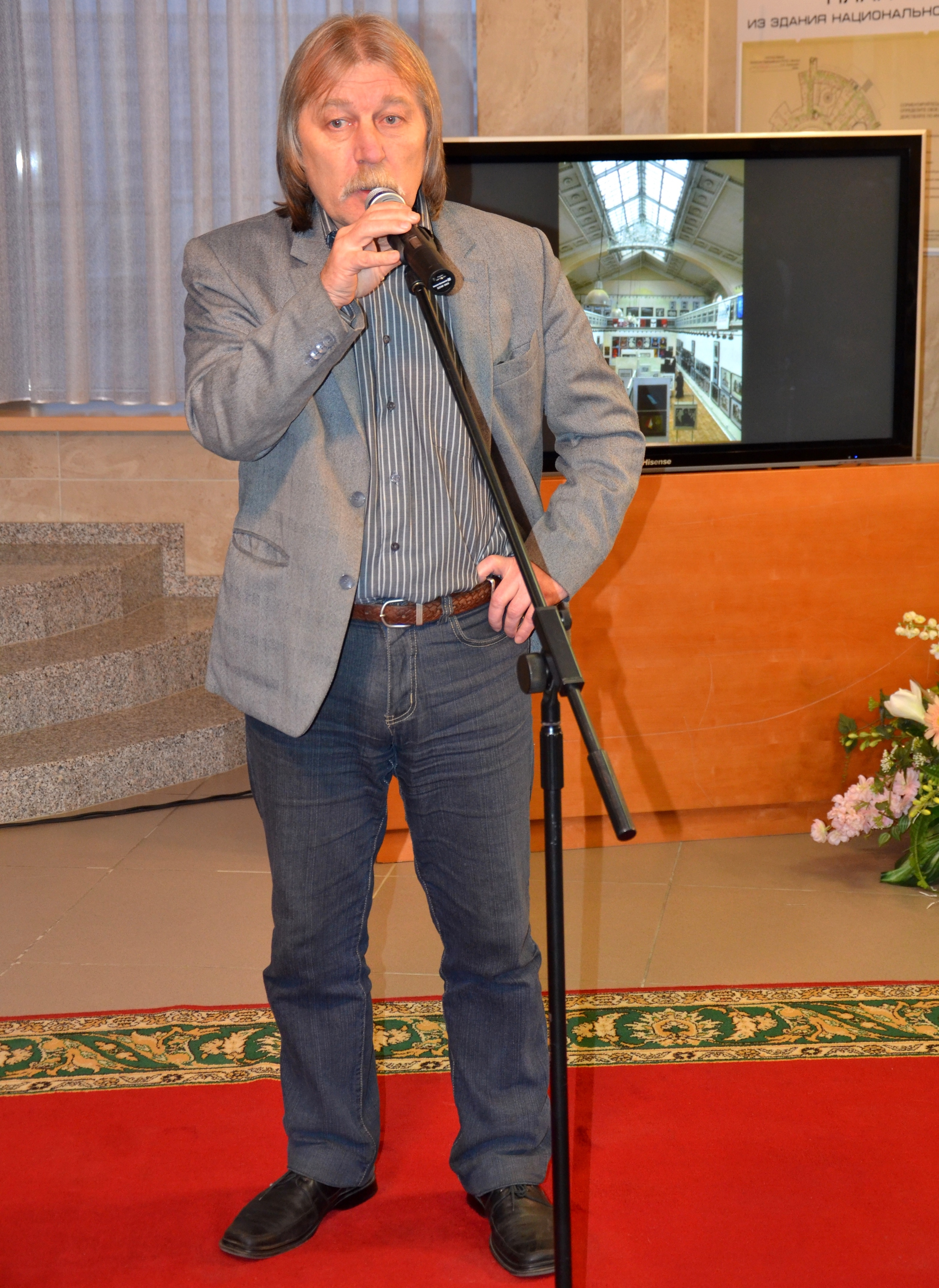
Выступление председателя Белорусского Союза художников Григория Ситницы.

## Призы и награды
- 1993 — Международная биеннале имени Хосе Риберы
- 1996 — Диплом I Международной выставки графики малых форм, Стокгольм. Швеция
- 1997 — Почётная грамота 12-й Международной выставки миниатюры. Торонто. Канада.
- 1998 — Почётная грамота 2-й Международной биеннале миниатюры.
- 1998 — II премия в номинации «Графика», Республиканская выставка молодых художников. Минск. Беларусь.
- 1999 — Почётный диплом 8-й Международной биеннале графики малых форм. Острув-Велькопольский. Польша .
- 2000 — Почётная грамота Белорусской государственной академии искусств. Минск.
- 2000 — Почётный диплом V Международного триеннале графики малых форм. Шамальер. Франция.
- 2001 — Почётная медаль 9-й Международной биеннале графики малых форм. Острув-Велькопольский. Польша
- 2003 — Почётная медаль 10-й Международное биеннале графики малых форм. Острув-Велькопольский. Польша
- 2003 — Специальный приз I Международный биеннале «Exlibris». София. Болгария.
- 2003 — Почётная грамота I Международного конкурса «Exlibris». Анкара. Турция.
- 2003 — II премия Международной выставки «Exlibris». Катовице. Польша.
- 2004 — II премия Международного конкурса «Exlibris». Алессандрия. Италия
- 2004 — Почётная грамота Международного конкурса «Exlibris». Альбиссола-Марина. Италия
- 2005 — Почётная медаль XX Международной биеннале «Exlibris». Мальборк. Польша.
- 2005 — Почётная медаль XI Международной биеннале графики малых форм. Острув-Велькопольский. Польша
- 2005 — Гран-при II Международной биеннале «Exlibris». София. Болгария.
- 2005 — Почётный диплом VI Международного конкурса «Exlibris» Гливице. Польша.
- 2006 — III премия Международного конкурса «Exlibris». Турин. Италия
- 2007 — Почётный диплом II Международной выставки «Exlibris». Анкара. Турция.
- 2005 — Почётная медаль XII Международной биеннале графики малых форм. Острув-Велькопольский. Польша
- 2006 — Почётный диплом VII Международного конкурса «Exlibris». Гливице. Польша.
- 2007 — I премия Международного конкурса «Exlibris». Таураге. Литва.
- 2008 — Специальный диплом I Международной выставки графики «ART-линия». Минск. Беларусь.